# Usine Municipale Pavage de Bois

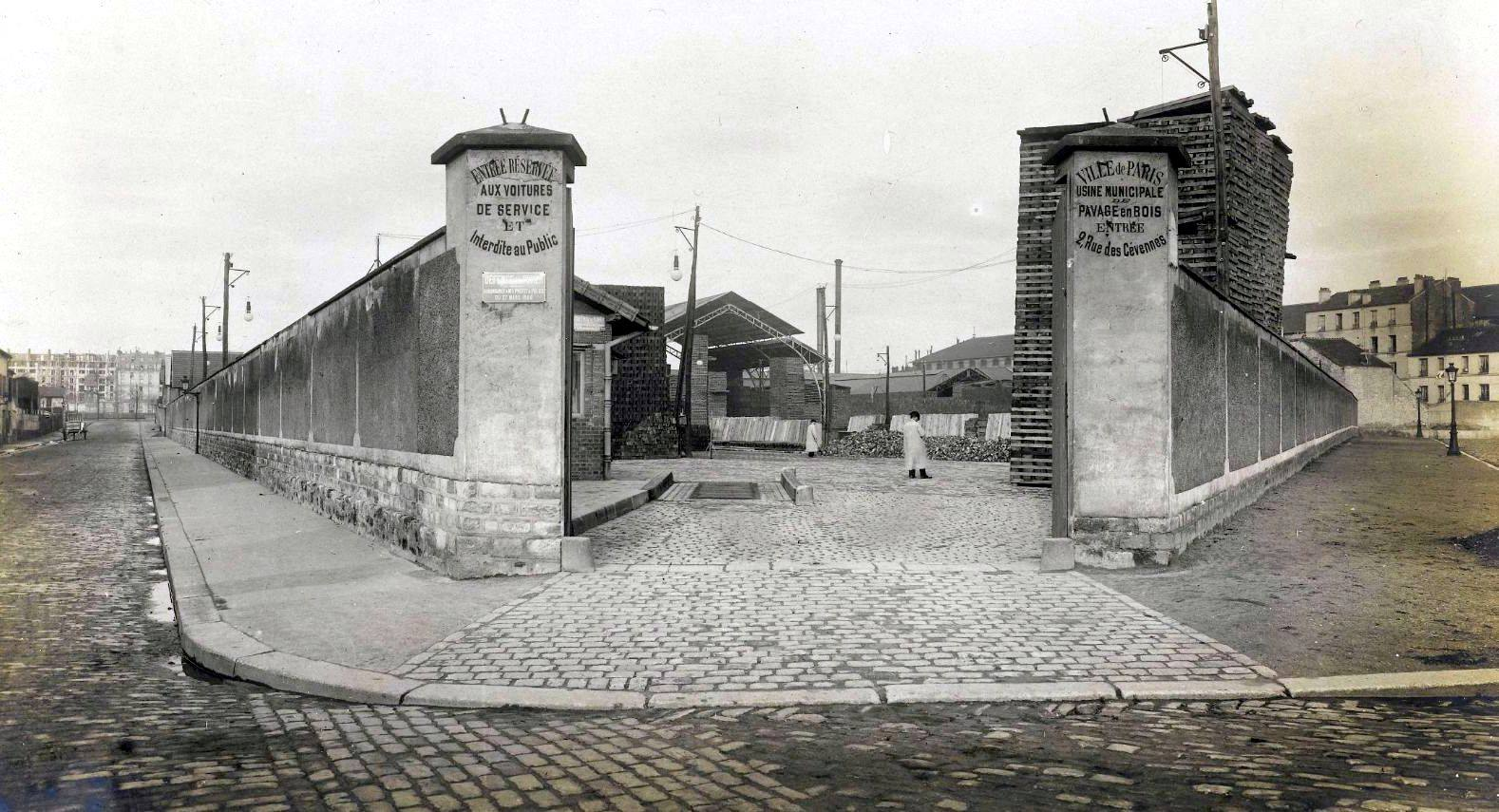
Pforte der Holzpflaster-Fabrik der Stadt Paris in der Rue des Cévennes

Die Usine Municipale Pavage de Bois war eine städtische Fabrik für hölzerne Pflastersteine, die in der Rue des Cévennes von Paris bis zu 24.000 Hirnholzparkettblöcke pro Stunde herstellte.

## Geschichte

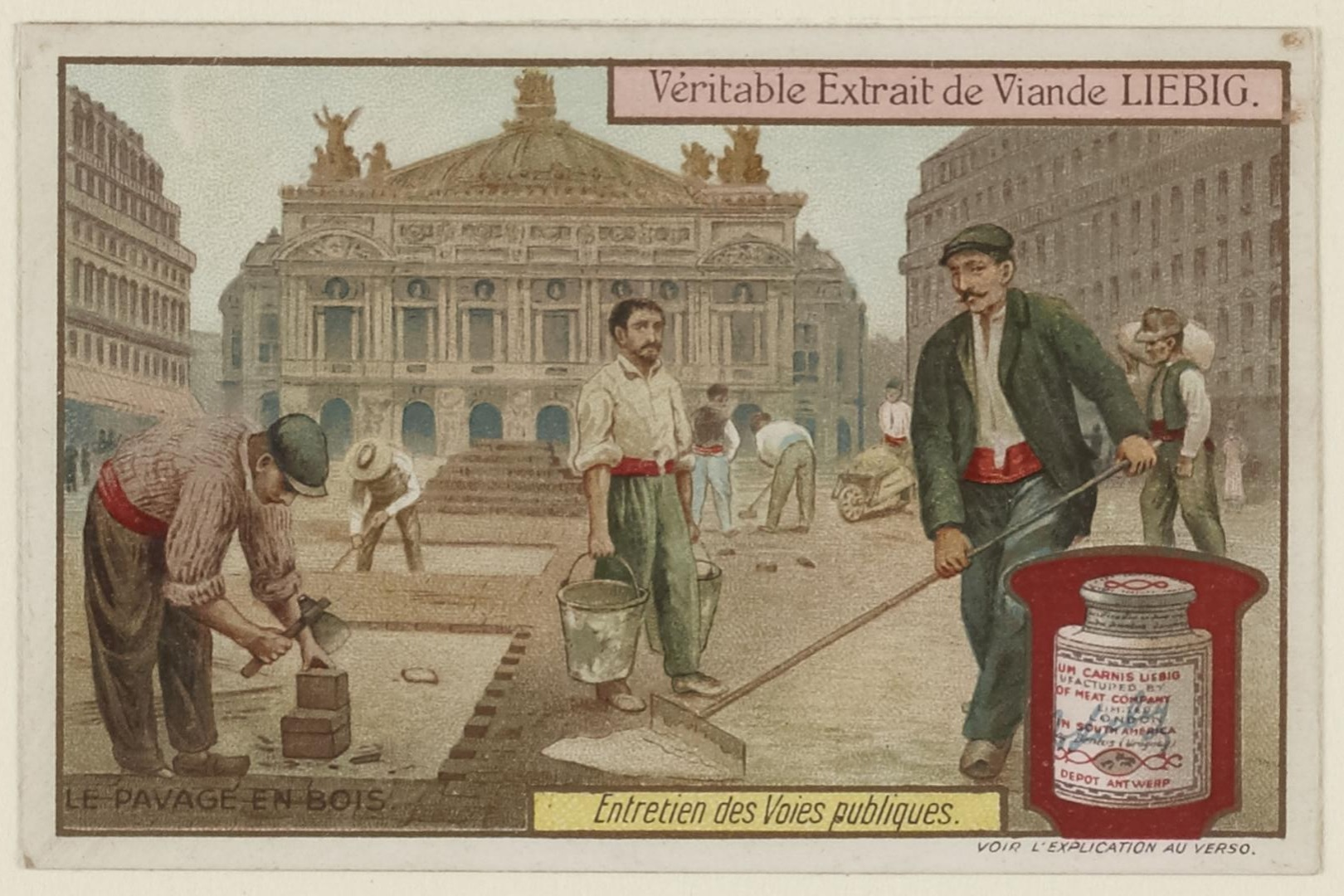
Verlegung eines Holzpflasters in der Avenue de l’Opéra in Paris, um 1909

Bereits 1842 hatte die Stadt Paris, insbesondere in der Rue du Dragon, Versuche mit Holzpflaster unternommen, aber erst ab 1881 wurde diese Art der Pflasterung in der Hauptstadt praktisch angewandt. Zunächst wurden alle Holzpflasterungen von Konzessionsgesellschaften ausgeführt, doch 1886 beschloss der Stadtrat, einen Versuch in eigener Regie zu unternehmen. Zu diesem Zweck wurde am Quai de Javel an der Ecke zur Rue des Cévennes eine Fabrik errichtet, in der die Holzpflastersteine für die Straßen des neuen Stadtviertels an der Rue Marbeuf vorbereitet wurden.
Da der Versuch zufriedenstellende Ergebnisse erbracht hatte, wurde beschlossen, keine weiteren Konzessionen zu erteilen, und von diesem Zeitpunkt an führte die Stadt alle neuen Pflasterungen selbst durch. Die Gesellschaften sorgten weiterhin für die Instandhaltung der 450 Kilometer langen Avenuen, Straßen und Kreuzungen, für die sie Konzessionen hatten, die alle zwei Jahre ausliefen.

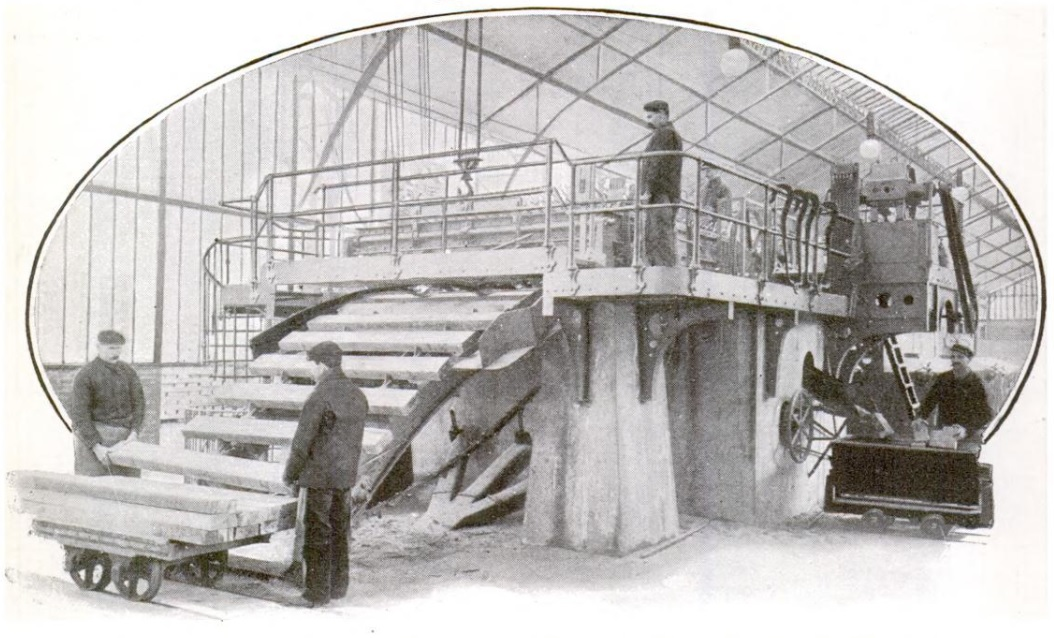
Josse-Sägemaschine: Ansicht der Maschine, mit dem Förderband für die Bohlen, 1908

M. A. Josse, der Direktor der städtischen Werkstätten von Paris am Quai de Javel (heute Quai André-Citroën an der Ecke der Rue des Cévennes), erfand um 1908 eine Holzstapelmaschine sowie Maschinen zum Sägen von hölzernen Pflastersteinen, die 24.000 Holzpflastersteine pro Stunde herstellten. Die raffinierte und komplizierte mechanische Vorrichtung sollte die zuvor verwendeten Maschinen und Methoden vorteilhaft ersetzen und eine beträchtliche Einsparung an Holz und Arbeit bewirken.
In den Anfängen der Pflasterung mit Holzblöcken in Paris wurden die Blöcke mit einzelnen Kreis- oder Bandsägen gesägt. Später wurden in der städtischen Werkstätte drei Maschinen mit je vier oder fünf Sägen aufgestellt, um der steigenden Nachfrage gerecht zu werden. Jede dieser Maschinen bestand im Wesentlichen aus einem Schwingrahmen, an dessen unterem Ende sich eine Anzahl von Sägen befand, denen die Bohlen einzeln von einem Bediener zugeführt wurden. Um 1900 reichte diese Ausrüstung nicht mehr aus, und es musste eine schnellere Methode entwickelt werden, da die Tagesleistung eines städtischen Betriebs, der 25 Millionen Pflastersteine pro Jahr herstellt, nicht gleichmäßig sein konnte, wenn nicht umfangreiche Lagermöglichkeiten vorhanden waren.
Die Bäume wurden nur zu bestimmten Jahreszeiten gefällt, und die Regelmäßigkeit der Lieferungen wurde durch die große Zahl der Lieferanten und die Unwägbarkeiten des Wetters zusätzlich erschwert. Manchmal musste die Herstellung von Blöcken wochenlang unterbrochen werden, um die täglich eintreffenden 20 oder 30 Waggonladungen Bohlen zu bewältigen. Die Nachfrage nach Blöcken und das Angebot an alten Blöcken waren außerdem unregelmäßig, da die Pflasterung nur in der Sommer-Saison durchgeführt wurde. Die alten Blöcke wurden im Winter abgekratzt und für die weitere Verwendung zurechtgeschnitten. Josse bemühte sich daher, eine Maschine zu entwickeln, die sich all diesen Unregelmäßigkeiten sowie den plötzlichen Notfällen, die in einem Geschäft dieser Art unvermeidlich sind, anpassen würde. Das Ergebnis seiner Studien war eine riesige Maschine von 30 Meter (100 Fuß) Länge, die jede Bohle mit Hilfe von 17 Kreissägen in 16 Blöcke unterteilte.

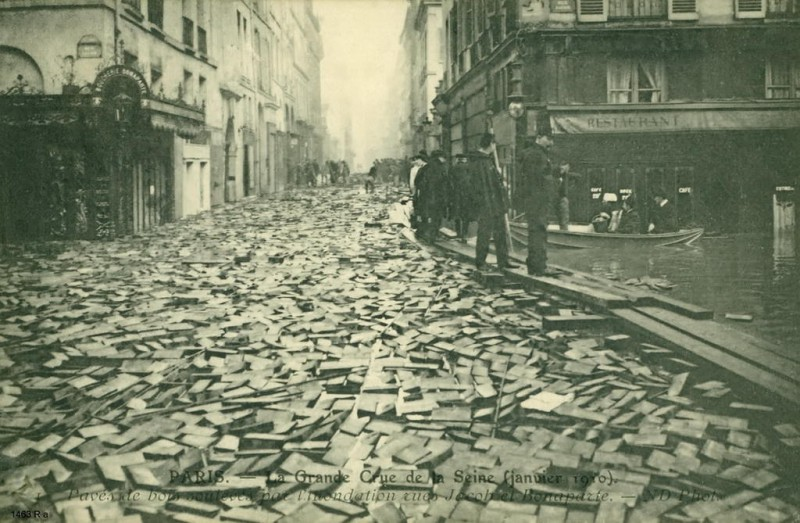
Aufgeschwommene Holzpflastersteine beim Seinehochwasser 1910

Das Seinehochwasser von 1910 zerstörte mehrere der mit Holz gepflasterten Fahrbahnen. Das Produktionsaufkommen begann nach dem Ersten Weltkrieg in den 1920er Jahren zu schrumpfen, da die Holzpflastersteine bei Nässe rutschig und brüchig waren, obwohl sie zur besseren Haftung mit Sand oder Kies bestreut wurden. 1938 wurden sie endgültig zugunsten von Granitpflastersteinen aufgegeben.

## Fabrikdaten
Die Werke wurden 1886 gegründet und mit den modernsten Anlagen ausgestattet. Sie sorgten für die Instandhaltung von mehr als 2 Millionen Quadratmetern Holzpflaster. Dafür wurden 150 Arbeiter beschäftigt. Die Produktionsstätten an der Ecke des Kais von Javel und der Rue des Cévennes nahmen eine Fläche von 39.140 Quadratmetern ein, von denen 8880 Quadratmeter überdacht waren.

## Josse-Holzstapelmaschine

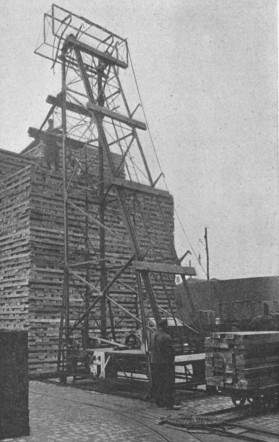
Holzstapelmaschine zum Stapeln der Holzbohlen, 1908

M. Josse, der Direktor des städtischen Holzpflasterwerks von Paris, erfand außerdem eine Maschine zum Stapeln von Holzbohlen (englisch: Josse Timber-Piling Machine). Das Stapeln von Balken, Stämmen, Bohlen und Eisenbahnschwellen erfolgte zuvor normalerweise von Hand. Die Bohlen wurden zum Trocknen und Lagern in mehreren Etagen aufeinandergeschichtet. Dazu waren viele Arbeitskräfte erforderlich, und die Arbeit war nicht ungefährlich.
Die Maschine bestand hauptsächlich aus zwei vertikalen dreieckigen Rahmen, die durch Querstreben versteift waren. Die Rahmen waren an jedem der drei Winkel durch eine Achse verbunden, die zwei Zahnräder trug, die zwei Endlosketten in vertikalen Ebenen parallel zu den Rahmen bewegten. Die Ketten trugen in regelmäßigen Abständen Haken für die Aufnahme und Anhebung der Kanthölzer, die auf Decauville-Wagen zum Fuß der Maschine gebracht wurden. An der Rückseite der Maschine befanden sich zwei Paare geneigter Arme, die mit Hilfe einer von einem kleinen Elektromotor betriebenen Winde vertikal angehoben werden konnten, wenn der Stapel an Höhe gewann. Zwei Arbeiter, die vorne am Fuß der Maschine standen, legten das Kantholz oder die Balken einen nach dem anderen in die an den Hubketten befestigten Haken. Wenn das Holz die Spitze der Maschine erreicht hatte, wurde es auf zwei längere Haken gekippt. Diese langen Haken, die in entgegengesetzter Richtung zu den Hebehaken gedreht wurden, stützten das Holz bei seinem Abstieg an der Rückseite der Maschine, bis er die schrägen Arme erreichte. Diese Arme nahmen das Holz von den Haken auf (die sich mit den Ketten weiter nach unten bewegten) und ließen ihn in die Hände eines Arbeiters gleiten, der auf dem Stapel stand. Dieser gab das Holz an seine Kollegen weiter, die es an seinem Platz ablegen.
Die Josse-Holzstapelmaschine konnte kontinuierlich arbeiten, und ihr Einsatz ermöglichte eine erhebliche Reduzierung der Arbeitskräfte. Sie war vor allem für den Betrieb in großen Holzlagern konzipiert.

## Josse-Sägemaschine

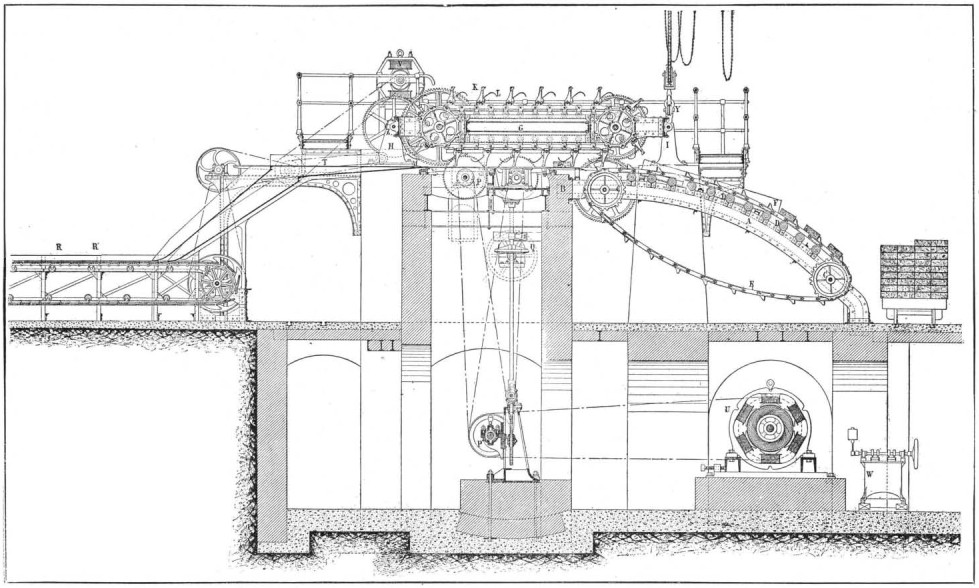
Längsschnitt durch die Josse-Sägemaschine

Die Josse-Sägemaschine (französisch La Tronçonneuse, englisch Josse Block-Sawing Machine) war eine Kreissäge für hölzerne Pflastersteine, die 24.000 Hirnholzparkettblöcke pro Stunde herstellte.
Die Bohlen wurden auf Schmalspur-Loren einer Decauville-Bahn zur Josse-Sägemaschine gebracht. Die Länge der Bohlen entsprach etwas mehr als dem Sechzehnfachen der Höhe eines Blocks, da sie mit senkrechten Fasern verlegt wurden, d. h. als Holzpflaster oder Hirnholzparkett. Holzpflaster waren in Paris unter anderem deshalb beliebt, weil sich Pferdehufe und eisenbereifte Holzräder von Wagen darauf bedeutend leiser als auf Stein bewegen.
Die Breite und Dicke der Bohlen entsprach den horizontalen Abmessungen der verlegten Blöcke. Zwei Arbeiter hoben die Bohlen einzeln vom Wagen und legten sie auf ein Förderband, das aus zwei Endlosketten E bestand, die durch Querverbindungen verbunden waren. Die Ketten liefen auf Kettenrädern O, die an den Enden eines geneigten Rahmens A angebracht waren, und auf Rollen D, die entlang der oberen, leicht konvexen Fläche des Rahmens verteilt waren. Zwei Führungen aus Eisenblech hielten die Bohlen in der richtigen Position und sorgten dafür, dass sie ordnungsgemäß auf den horizontalen Tisch gelangten, auf den sie durch den Schrägförderer angehoben wurden. Die Bohlen wurden entlang dieses Tisches durch Kämme K mit 16 Zähnen geschoben, die an zwei endlosen Ketten befestigt waren, die auf Kettenrädern liefen. Die Achsen J-J' dieser Räder waren in der Nähe der Enden eines horizontalen Rahmens G angebracht, der in zwei Wellen endete, von denen eine frei in Lagern auf zwei Pfosten H drehbar war, während die andere von Ketten I getragen wurde. Vor jedem Zahn der Kämme befand sich eine Feder L. Die Funktion dieser Federn bestand darin, die Bohlen vor dem Sägen und die Pflastersteine nach dem Sägen an den Tisch zu drücken. In der Nähe der Tischkante, wo die Kämme und Federn aufstiegen und die Klötze freigaben, wurden letztere durch einen Satz kleiner Räder M, die auf Federn montiert waren, auf dem Tisch gehalten. Jeder Kamm trug zwei kleine Bürsten, die alle Abfälle in Löcher an den Seiten des Tisches kehrten.

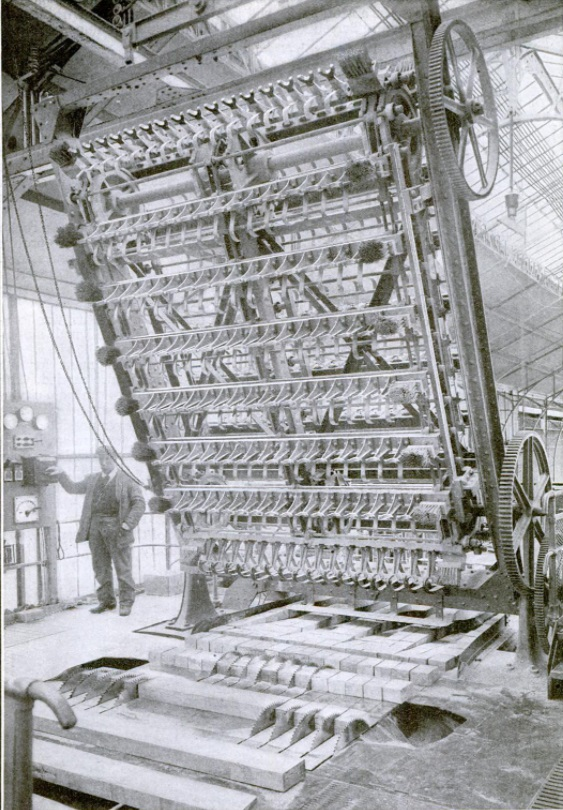
Die Bohlen wurden durch die Finger eines Endlosförderbands zwischen den Kreissägen geführt.

Die Kreissägen ragten durch Schlitze aus dem Tisch heraus. Es gab 17 Kreissägeblätter mit einem Durchmesser von etwa 635 mm (25 Zoll), die auf drei Wellen montiert waren, von denen zwei miteinander in einer Linie lagen, aber nicht mit der dritten, P. Diese Anordnung wurde gewählt, um die übermäßigen Vibrationen einer einzigen Welle zu vermeiden, die so lang wie die Bohlen war, 17 Sägen trug und 2000 Umdrehungen pro Minute machte. Die lange Welle konnte wegen des geringen Abstands zwischen den Sägen nicht durch Zwischenlager versteift werden. Es wurde daher beschlossen, die Sägen auf drei kurze Wellen zu verteilen, die nicht in einer Linie lagen. Jede Welle war mit Kugellagern gelagert und wurde von zwei Riemenrädern angetrieben, eines an jedem Ende. Die Lager ruhten auf Eisenträgern, die in das Mauerwerk eingelassen waren.
Direkt unter den Sägen, im Keller des Gebäudes, befand sich die Hauptantriebswelle, die sechs Räder trug, die durch Riemen mit den Rädern auf den Sägewellen verbunden waren. Die Antriebswelle war so montiert, dass sie auf und ab bewegt werden konnte, um die Riemen zu lockern und zu spannen. Diese Einstellung konnte vom Hauptboden aus vorgenommen werden. Der Sägetisch bestand aus einer Reihe von aufklappbaren Gusseisenplatten, die zur Überprüfung und Einstellung der Sägen umgedreht werden konnten. Die Lager waren direkt geschmiert. Das Harz, das sich beim Sägen von Kiefernholz ansammelte, wurde durch feine Kerosinstrahlen entfernt, die aus einem 22,5 Liter (5 Gallonen) fassenden Tank durch drei Haupt- und 34 Nebenrohre gepumpt und gelegentlich auf beide Seiten aller Sägen gesprüht wurde, ohne den Betrieb der Maschine zu unterbrechen, indem die Hähne der drei Hauptrohre, die die drei Sägegruppen versorgten, geöffnet wurden.
Jede der beiden Sägegruppen, die in einer Reihe angeordnet waren, enthielt 5 Sägen und schnitt von jeder Bohle ein Abfallende oder einen Beschnitt sowie 4 Pflastersteine ab. Die beiden Sägegruppen griffen gleichzeitig in die Bohlen ein. Der mittlere Teil der Bohle wurde zwischen ihnen an die dritte Sägegruppe weitergegeben, die 7 Sägen umfasste und das Reststück in 8 gleich große Blöcke teilte. Die 16 Blöcke, die auf diese Weise fast gleichzeitig aus der Bohle herausgeschnitten wurden, bewegten sich weiter auf dem Tisch vorwärts, wobei sie von den Zähnen des Förderers geschoben und von den Federn L niedergehalten wurden, bis sie unter die Federräder M kamen, wo sie verblieben, bis sie von der nächsten Gruppe von Blöcken weitergeschoben wurden.
Von da an bewegten sich die Blöcke schrittweise vorwärts, da sie von den neu eintreffenden Blöcken weitergeschoben wurden. Wenn sie das Ende des Tisches erreicht hatten, glitten sie auf zwei schrägen Ebenen, die durch vertikale Trennwände in 16 Fächer unterteilt waren, zu den drei Bändern eines Horizontalförderers, von denen sie von einer Mannschaft von acht Arbeitern aufgenommen und in Loren gestapelt wurden. Die beladenen Loren wurden über die Decauville-Bahnschienen zur Kreosotanlage transportiert, von wo aus die Kreosot-imprägnierten Blöcke in die Lagerhallen geschoben wurden.
Die Sägen wurden von einem Elektromotor U mit einer Leistung von 80 kW (110 PS) angetrieben, der im Keller installiert war und über zwei Riemen mit der Hauptwelle P' verbunden war. Dieser Motor wurde durch einen Flüssigkeitsregler W mit Amperemeter und Sicherheitsabschaltung gesteuert. An eine Schalttafel im Hauptgeschoss waren zwei weitere Unterbrecher, ein Amperemeter, ein Voltmeter und das Steuergerät eines 3-kW-Motors U angeschlossen, der die Förderbänder mit Strom versorgte. Schließlich gab es noch einen Laufkran und eine Seilwinde für die Entnahme der Sägen zum Umrüsten. Die Josse-Sägemaschine konnte 25 Bohlen pro Minute sägen. Da jede Bohle 16 Blöcke lieferte, betrug die theoretische Leistung der Maschine 400 Blöcke pro Minute oder an einem Tag von 10 Stunden 25 × 16 × 60 × 10 = 240.000 Blöcke.
In der Praxis mussten unvermeidliche Unterbrechungen in Kauf genommen werden, aber an einem Arbeitstag konnte mit Hilfe von 20 Männern oder weniger immerhin ein kleiner Berg von Pflastersteinen hergestellt werden.

## Kreosotanlage
Die Holzflastersteine wurden an einem Fließband sorgfältig in spezielle Schmalspurbahnwagen mit perforierten Seitenwänden gestapelt, mit denen sie zuerst in die Kreosotwerkstatt und dann in die Lagerhallen gebracht wurden, wo sie gestapelt wurden, bis sie zu den Baustellen transportiert wurden. Die Autoklaven waren als Druckbehälter ausgeführt, so dass sie während des Imprägniervorgangs beheizt, druckbeaufschlagt oder teilevakuiert werden konnten.
Das meist aus Kohlenteer gewonnene Kreosot war für Umwelt und Gesundheit problematisch, da seine Bestandteile schwer abbaubar, giftig oder sogar krebserzeugend waren und die Umwelt verschmutzten.

## Lagerung und Verlegung
Die Kreosot-imprägnierten Blöcke wurden mit der Schmalspurbahn auf einen nahegelegenen Lagerplatz gebracht und dort unter freiem Himmel aufgestapelt, bis sie per Lastwagen zu den Pariser Straßenbaustellen gebracht wurden.

## Recycling

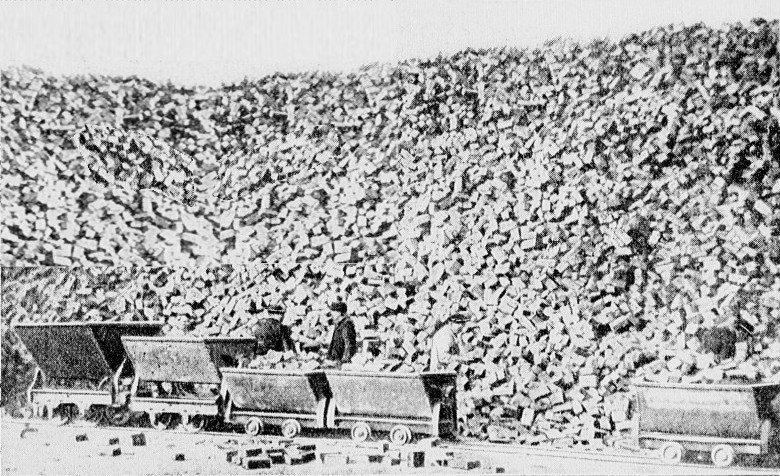
Sortierung der abgenutzten Holzpflastersteine für das Recycling oder die Verbrennung, 1908

Wenn ein Holzpflaster seine Lebensdauer von acht oder neun Jahren erreicht hatte, wurde es ausgehoben. Die alten Pflastersteine wurden in die Fabrik gebracht und auf einer Halde gelagert, bis sie aussortiert wurden. Denn viele von ihnen waren nicht vollständig abgenutzt und wieder verwendbar; sie wurden dann einer Behandlung unterzogen, die ihrem Zustand und ihrem Abnutzungsgrad entsprach: Die einen wurden nachgeschnitten, die anderen entgratet. Beim Nachschneiden wurde die verformte Kruste der Oberseite mit einer Kreissäge entfernt. Andernfalls wurde mithilfe der ebenfalls von Josse erdachten mechanischen Entgratungsmaschine der Bart entfernt, der sich am Rand des Pflasters infolge der durch das Rollen der Fahrzeuge verursachten Quetschung der Fasern gebildet hatte.
Was den Abfall und die übermäßig abgenutzten Pflastersteine betraf, zeigte sich die Verwaltung rücksichtsvoll und sparsam und verkaufte alles für 50 Centimes pro Kubikmeter. Außerdem war dieser Schutt neben Sägemehl der einzige Brennstoff, der zum Beheizen der Kessel der Fabrik verwendet wurde.